# Тертл (острова, Сьерра-Леоне)
Тертл (англ. Turtle Islands) — группа островов в Атлантическом океане. Расположена у побережья Сьерра-Леоне в Западной Африке, у западной оконечности острова Шербро. Административно относится к округу Бонте Южной провинции.
В группу входят острова Сеи (Sei), Баки (Bakie), Мут (Mut), Хунг (Hoong), Еле (Yele), Янкай (Nyangei).
Острова Тертл являются исторической территорией народа буллом (шербро), который говорит на языке шербро. В настоящее время народ большей частью проживает в округе Моямба.